# Беспалов, Ефим Петрович
Ефим Петрович Беспалов (1 [14] октября 1910, село Андреевка, Саратовская губерния — 31 января  1996, Саратов) — участник Великой Отечественной войны, полный кавалер ордена Славы, старший сержант, наводчик 45-мм пушки 364-го стрелкового полка 139-й стрелковой Рославльской Краснознамённой ордена Суворова дивизии 49-й армии 2-го Белорусского фронта.

## Биография
Родился в семье крестьянина. Русский.
Окончил начальную школу (1921). Работал в г. Турткуль (Каракалпакия) завхозом на предприятии, заведующим коммунальным отделом коммунального хозяйства города, затем — на строительстве Сырдарьинской плотины.
В Красной Армии с марта 1942 года, с августа того же года — на фронтах Великой Отечественной войны.
Наводчик 45-мм пушки 364-го стрелкового полка (139-я стрелковая дивизия, 50-я армия, 2-й Белорусский фронт) рядовой Е. П. Беспалов 15 июля 1944 года в бою у д. Погораны (Мостовский район Гродненской области) метким огнём ликвидировал вражеский артиллерийский наблюдательный пункт, пулемётное гнездо, БТР и штурмовое орудие «Фердинанд». 7 сентября 1944 года награждён орденом Славы 3-й степени.
В боях 10—12 августа 1944 года в том же составе (49-я армия) близ г. Осовец (Польша) вместе с расчётом из пушки уничтожил 2 БТР, штурмовое орудие, 2 автомобиля с грузом, свыше 10 вражеских солдат и подавил 6 пулемётных точек. 26 октября 1944 года награждён орденом Славы 2-й степени.
Член КПСС с 1944 года.
В бою в районе г. Черск (Польша) 19 января 1945 года старший сержант Е. П. Беспалов, находясь в боевых порядках пехоты, артиллерийским огнём подавил 4 пулемётные точки и истребил их прислугу. 15 мая 1946 года награждён орденом Славы 1-й степени.
Осенью 1945 года был демобилизован. Приехал в Саратов, работал экспедитором, завхозом в областной больнице.
Воспитал пятерых детей.
Умер 31 января  1996 года. Похоронен на Увекском кладбище в Саратове.

## Награды
- орден Отечественной войны 1-й степени (06.04.1985)
- Орден Славы 1-й степени (15.05.1946)
- Орден Славы 2-й степени (26.10.1944)
- Орден Славы 3-й степени (07.09.1944)
- Медали, в том числе:
  - «За отвагу» (21.02.1944)
  - «За боевые заслуги» (28.06.1944)
  - «За воинскую доблесть. В ознаменование 100-летия со дня рождения Владимира Ильича Ленина»
  - «За победу над Германией в Великой Отечественной войне 1941—1945 гг.»
  - «Двадцать лет Победы в Великой Отечественной войне 1941—1945 гг.»
  - «Тридцать лет Победы в Великой Отечественной войне 1941—1945 гг.»
  - «Сорок лет Победы в Великой Отечественной войне 1941—1945 гг.»
  - Медаль «Ветеран труда»
  - «50 лет Вооружённых Сил СССР»
  - «60 лет Вооружённых Сил СССР»
  - «70 лет Вооружённых Сил СССР»
- Знак «Отличный артиллерист» (27.08.1944)